# Paratrichogramma pretoriensis
Paratrichogramma pretoriensis is een vliesvleugelig insect uit de familie Trichogrammatidae. De wetenschappelijke naam is voor het eerst geldig gepubliceerd in 1973 door Doutt.